# Julian (voornaam)
Julian is een jongensnaam. Varianten van de naam zijn: Julia, Juliano, Julien, Guilian, Giulio en Julianne.

## Etymologie
De naam komt oorspronkelijk uit het Latijn en betekent behorend bij Julius.

## Bekende naamdragers
- Julian Alaphilippe, Frans wielrenner
- Julian Assange, oprichter van Wikileaks
- Julian Bell, Engels dichter
- Julian Brandt, Duits voetballer
- Julián Carrón, Spaanse priester
- Julian de Guzmán, Canadees voetballer
- Julian Draxler, Duits voetballer
- Julian Jenner, Nederlands voetballer
- Julian Joachim, Engels voetballer
- Julian Knowle, Oostenrijks tennisser
- Julian Lennon, Brits muzikant, zoon van John Lennon
- Julian Marley, Jamaicaans muzikant, zoon van Bob Marley
- Julian Nagelsmann, Duits voetbalcoach
- Julian Schwinger, Amerikaans fysicus, Nobelprijswinnaar
- Julian Theobald, Duits autocoureur
- Julian Weigl, Duits voetballer
- Julian Winn, Welsh wielrenner